# 가시납지리
가시납지리(학명: Acanthorhodeus chankaensis)는 잉어과 납자루아과에 속하는 담수어로, 한국의 고유종이다. 몸길이 10cm 가량으로, 몸체는 양옆으로 납작하게 눌린 타원형이다. 입수염은 없다. 몸은 광택이 있는 은색 내지는 청록색으로, 지느러미는 밝은 보라색이며, 산란기에는 혼인색을 띈다. 바닥에 진흙이 깔린 중류와 하류의 강바닥이나 하천에서 서식하며, 유속이 느린 물에서 잘 산다. 적응력이 좋아서 전국의 하천에 두루 서식한다.

## 번식
번식기는 4~8월로 주로 대칭이, 귀이빨대칭이, 펄조개 등의 민물조개에 알을 낳는다. 번식기에 수컷의 등지느러미는 크기가 커지며 배 아랫부분에 검은색 점이 많이 생긴다. 암컷의 산란관은 반투명한 회색이다.